# Setophaga pitiayumi
Setophaga pitiayumi là một loài chim trong họ Parulidae.